# TOEICテスト 超速トレーニング
『TOEICテスト 超速トレーニング』は、IEインスティテュートより2012年4月5日に発売されたニンテンドー3DS用英語トレーニングゲームで、初の3DS専用ソフトとして登場した作品でもある。
『TOEIC TEST DSトレーニングシリーズ』の第4弾。オックスフォード大学出版局から提供されたコンテンツを収録しており、220点から900点まで目標を設定し、適したレベル別の問題をすることが可能。

## 機能
- 学習
  - Part別練習
    - リスニングはイラスト・応答・会話・説明文の4パートから、リーディングは短文・長文の穴埋めや読解問題があり、好きなジャンルのものを練習できる

  - オリジナルトレーニング
  - ワードブック
    - 英単語・熟語が載っている。音声を確認したり単語クイズを解くことができる。覚えたものはチェックが可能。
- テスト
  - 本格的な模擬テストをすることができる。リーディング・リスニング20ずつ出題され、予想スコアを算出できる。
- ネットワーク
  - 問題の追加配信や得点ランキングに対応している[3]。なお、3D表示には対応していない。
- すれ違い通信
  - 成績データなどを交換することが可能